# Maison Adžić à Kraljevo
Pour les articles homonymes, voir Adzic.
La maison Adžić à Kraljevo (en serbe cyrillique : Аџића кућа у Краљеву ; en serbe latin : Adžića kuća u Kraljevu) se trouve à Kraljevo, dans le district de Raška, en Serbie. Elle est inscrite sur la liste des monuments culturels protégés de la république de Serbie (identifiant no SK 511),.

## Présentation

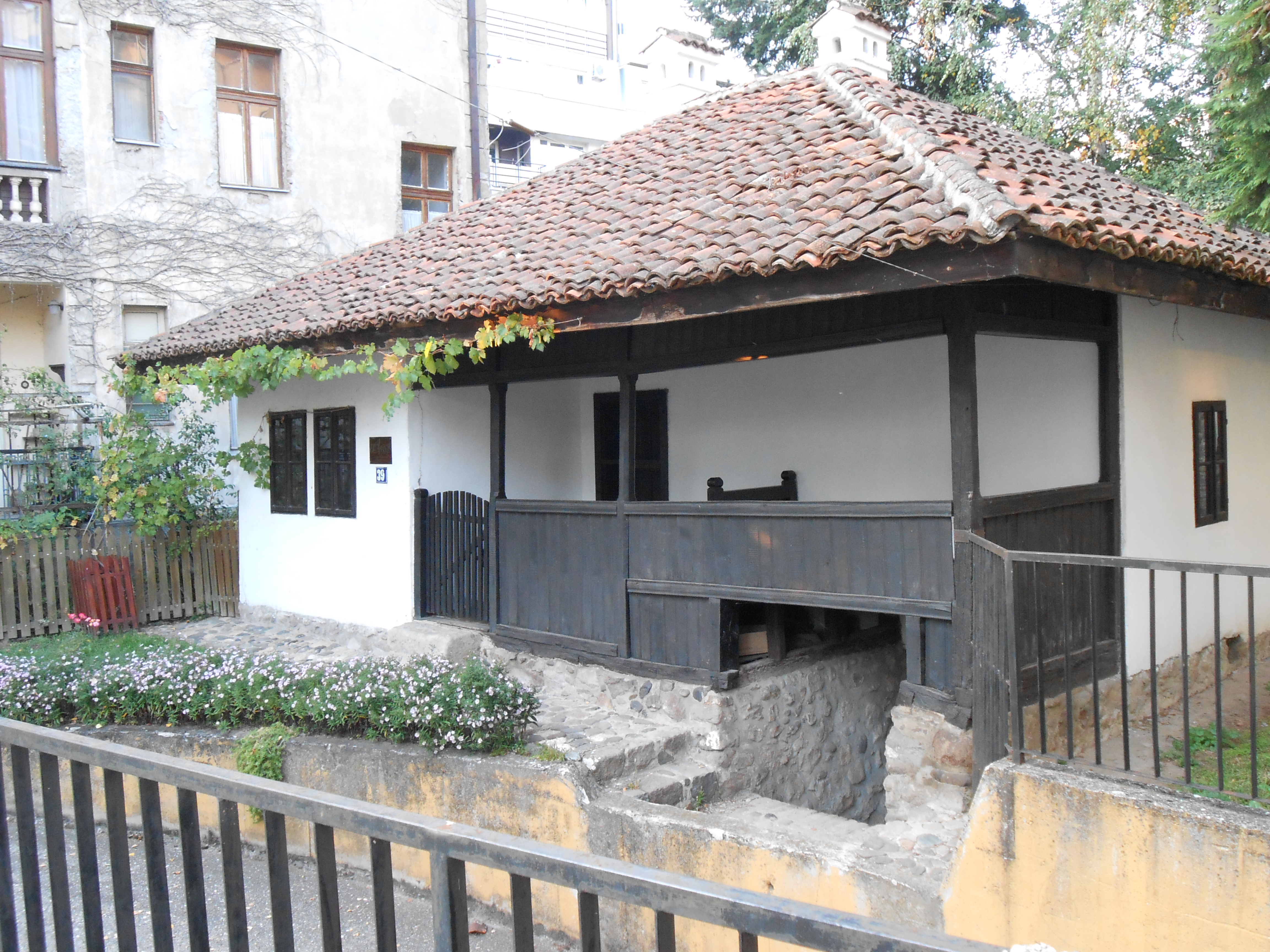
Autre vue de la maison.

Située 39 rue Cara Dušana, la maison de Zorka Adžić est typique de l'architecture traditionnelle serbe et elle est considérée comme l'un des plus anciens bâtiments de Kraljevo. Elle a été construite dans la première moitié du XIXe siècle pour Jevrem Novaković, un riche propriétaire foncier et un marchand bien connu de la ville ; en 1922, elle a été achetée par Mihailo Hadži-Aleksić, président de la municipalité de Kraljevo.
La maison est constituée d'un sous-sol en pierres et d'un simple rez-de-chaussée doté d'un porche-galerie en bois. Le rez-de-chaussée est construit selon la technique des colombages avec un remplissage fait d'adobe et de boue ; à l'extérieur comme à l'intérieur, les murs sont enduits avec un mortier de boue et peints en blanc. Le toit à quatre pans est recouvert de tuiles et il dispose de larges auvents.
La maison possède deux entrées, la principale côté rue sous le porche et la seconde côté cour. L'intérieur est composé d'un couloir et de trois pièces, avec des planchers et des plafonds en bois.
Aujourd'hui, l'édifice abrite les activités d'édition de la bibliothèque nationale Stefan Prvovenčani,.